# Saccostomus mearnsi
Saccostomus mearnsi är en däggdjursart som beskrevs av Heller 1910. Saccostomus mearnsi ingår i släktet kortsvansade hamsterråttor (Saccostomus) och familjen Nesomyidae. IUCN kategoriserar arten globalt som livskraftig. Inga underarter finns listade i Catalogue of Life.
En population i sydvästra Kenya och norra Tanzania listas ibland som art, Saccostomus umbriventer.

## Utseende
Arten når en kroppslängd (huvud och bål) av 10 till 15 cm, en svanslängd av 3,8 till 7,4 cm och en vikt av 43 till 69 g. Den har 1,8 till 2,5 cm långa bakfötter och 1,4 till 2,2 cm stora och runda öron. Saccostomus mearnsi transporterar föda i sina väl utvecklade kindpåsar. Den mjuka pälsen är på ovansidan grå och det finns en tydlig gräns mot den vita undersidan. Dessutom har hakan, strupen och bröstet en vit färg. På den korta svansen förekommer bara några styva hår. Arten har fem tår vid bakfoten och fyra fingrar vid framtassarna.

## Utbredning
Denna gnagare förekommer i Kenya och i angränsande områden av Etiopien, Somalia och Tanzania. I bergstrakter når arten regioner som ligger 1500 meter över havet. Habitatet utgörs av torra savanner med träd eller gräsmarker. Saccostomus mearnsi besöker även jordbruksmark.

## Ekologi
Denna gnagare vilar under dagen i underjordiska bon som grävs själv eller som tillkom på ett annat sätt. Under natten letas efter föda som utgörs av gröna växtdelar, frön och olika smådjur. Frön äts vanligen bara efter regn. Honor kan fortplanta sig under hela året men de flesta ungar föds under regntiden.
När honan inte är brunstig lever varje exemplar ensam och de har 0,06 (honor) till 0,2 (hannar) hektar stora revir. Honor tillåter inga andra honor i territoriet.